# Anthurium reflexinervium
Anthurium reflexinervium là một loài thực vật có hoa trong họ Ráy (Araceae). Loài này được Croat miêu tả khoa học đầu tiên năm 1991.